# Hermine Speier
Hermine „Erminia“ Speier (* 28. Mai 1898 in Frankfurt am Main; † 12. Januar 1989 in Montreux) war eine deutsche Klassische Archäologin. Sie gehört zu den wenigen weiblichen Archäologen ihrer Zeit und war nicht nur die erste weibliche Angestellte der Vatikanischen Museen, sondern eine der ersten Akademikerinnen überhaupt, die im Vatikan eine Stelle bekleideten. Ihre Arbeit am Aufbau archäologischer Fototheken war grundlegend.

## Leben, Karriere und Leistungen
Hermine Speier wurde in eine wohlhabende jüdische Familie geboren. Sie besuchte die Viktoriaschule in Frankfurt und legte das Abitur nach privater Vorbereitung ab. Zum Wintersemester 1918/19 begann sie an der Universität Frankfurt ein Studium der Geschichte, Germanistik und Philosophie. Zum Sommersemester 1919 wechselte sie an die Universität Gießen, zum Wintersemester 1919/20 an die Universität Heidelberg. In Gießen kam sie am Seminar und im Kolleg von Gerhart Rodenwaldt erstmals mit der Klassischen Archäologie in Kontakt. In Heidelberg waren zunächst Friedrich Gundolf, Karl Ludwig Hampe, Hermann Oncken, Eberhard Gothein und Karl Jaspers wichtige Lehrer. Nachdem 1920 Ludwig Curtius an die Universität berufen worden war, wurde er ihr wichtigster Lehrer und Förderer. Sie wechselte ganz zur Archäologie. Neben Curtius waren Franz Boll, Alfred von Domaszewski, Karl Meister und vor allem Bernhard Schweitzer wichtige Lehrer.
Hermine Speier wurde 1925 bei Curtius mit einer Dissertation zum Thema Die Gruppen angelehnter Figuren im V. und IV. Jahrhundert promoviert. Sie erhielt nur deshalb nicht die Höchstnote, weil Curtius meinte, diese sei einzig Männern vorbehalten. Veröffentlicht wurde die Arbeit sieben Jahre später unter dem Titel Zweifiguren-Gruppen im fünften und vierten Jahrhundert vor Christus in den Römischen Mitteilungen. Die Arbeit stand in der Tradition der Arbeiten von Johann Joachim Winckelmann, den sie zeitlebens verehrte. Während des Studiums kam sie auch in Kontakt mit dem George-Kreis und entwickelte ein enges Verhältnis zu mehreren engen Vertrauten Georges, darunter Lise und Edgar Salin und insbesondere Robert Boehringer. Als Schweitzer 1925 an die Universität Königsberg berufen wurde, folgte Speier ihm als Wissenschaftliche Hilfskraft. Sie blieb bis 1928 in Königsberg, als Curtius, der Direktor der Abteilung Rom des Deutschen Archäologischen Instituts wurde, sie nach Rom holte, wo er ihr die Stelle einer wissenschaftlichen Hilfskraft am Institut verschaffte.
Curtius betraute seine Schülerin in Rom mit dem Aufbau eines Fotoarchivs („Fotothek“), wobei ihr Adolf Greifenhagen assistierte. Die Sammlung basierte auf einem Geschenk von Photographien durch Walter Amelung, das sukzessive erweitert wurde. Speier gilt als erste archäologische Fotothekarin. Ihre Form der Ordnung der Fotografien wurde grundlegend. 1934 wurde Speier aufgrund des Berufsbeamtengesetzes aus dieser Stellung entlassen. Sie war zu diesem Zeitpunkt gerade auf dem Gebiet der modernen Fototheken fachlich besonders ausgewiesen und erhielt auf Vermittlung von Curtius durch den Generaldirektor der Vatikanischen Museen, Bartolomeo Nogara, zwar nicht als „erste Frau“, jedoch als „erste Akademkerin und […] erste Nicht-Ialienerin“ im Vatikanstaat eine Stelle. Nicht nur Papst Pius XI. gehörte zu ihren Förderern. Ihre Berufung auf die neu geschaffene Stelle galt nicht nur der kompetenten Archäologin, sondern war auch ein Zeichen für die Anstellung von Frauen und gegen die Entwicklung in Deutschland. Ihre Kollegen in der Sammlung, die seit der Berufung Nogaras erstmals von Wissenschaftlern und nicht mehr von Künstlern verwaltet wurde, waren zunächst der Archäologe Filippo Magi und der Kunsthistoriker Deoclecio Redig de Campos. Ihre Aufgabe war gewaltig. Sie ordnete 20.000 Fotonegative aus dem Altbestand und musste auch die laufend eintreffenden neuen Bilder einordnen. Nahezu alle Bilder in Publikationen bis 1966 stammten aus der von Speier verwalteten Fotothek. Im Laufe der Zeit kamen auch Aufgaben bei der Betreuung der Antikensammlung an der Seite von Magi hinzu. Hierzu gehörte etwa die Mitarbeit bei der Aufstellung der 1935 von Benedetto Guglielmo dem Museum geschenkten etruskischen Sammlung. Von besonderer Bedeutung war die Einrichtung zweier Säle mit 17 originalen griechischen Bildwerken, die Speier aus der Sammlung zusammentrug. Daneben arbeitete sie an der Neueinrichtung der griechischen Vasensammlung und des Antiquarium Romanum.
Trotz des Ausschlusses von der Mitarbeit im DAI besuchte Speier dieses zunächst noch hin und wieder zu öffentlichen Veranstaltungen wie Vorträgen, bis ihr auch dieses 1938 wie allen Juden in Italien untersagt wurde. In dieser Zeit zeigte sich auch, auf wessen Freundschaft sie sich wirklich verlassen konnte. Märit Scheler-Furtwängler, die Tochter von Adolf Furtwängler und Schwester von Wilhelm Furtwängler, mit der Speier eine Zeit lang sogar zusammen gewohnt hatte, wandte sich beispielsweise von ihr ab, ebenso der enge Vertraute Werner Körte. Andere hingegen, wie Ludwig Curtius, der Leiter der Bibliothek des DAI Rom Jan Willem Crous, Erich und Robert Boehringer, Friedrich Krauss, Ernst Langlotz, Umberto Nobile und ihre Arbeitgeber Bartolomeo Nogara und Papst Pius XI. sowie nach dessen Tod auch sein Nachfolger Pius XII. hielten weiter zu ihr. Für Curtius dürfte sein Engagement zugunsten von Hermine Speier einer der Gründe gewesen sein, die 1937 zu seiner Versetzung in den vorzeitigen Ruhestand führten. Der geplante Beitrag Hermine Speiers zu der mit einiger Verspätung im selben Jahr in der Druckfassung erschienene Festschrift zu Curtius’ 60. Geburtstag, den dieser bereits 1934 begangen hatte, wurde wie auch diejenigen der weiteren jüdisch-deutschen Beteiligten Eduard Fraenkels, Georg Karos, Ernst Kantorowiczs, Karl Lehmann-Hartlebens und Franz Rapps auf Betreiben des Herausgebers Heinrich Bulle von der Publikation ausgeschlossen. Immerhin ließen Bulle und der Verlag sich aber darauf ein, die Ausgeschlossenen neben einer auffällig langen Reihe weiterer jüdisch-deutscher Gelehrter und anderer Persönlichkeiten des öffentlichen Lebens, unter denen der mit einer Jüdisch-Deutschen verheiratete, nach NS-Terminologie also jüdisch versippte Otto J. Brendel, Paul Friedländer, Jakob Goldschmidt, Elisabeth Gundolf, Otto Gradenwitz, Paul Jacobsthal, Karl Jaspers (mit einer Jüdisch-Deutschen verheiratet), Paul Kempner, Richard Krautheimer, Emanuel Loewy, Eduard Norden, Fritz Pringsheim, Karl Schefold und seine Frau, die dem NS-Regime als Halbjüdin geltende Marianne, geb. von den Steinen, ferner Willy Schwabacher und sogar ein so prominenter Schriftsteller wie Karl Wolfskehl begegnen, in die Tabula gratulatoria aufzunehmen, obwohl von diesen einige 1937 bereits emigriert waren. Als einzige der oben genannten gesperrten Beiträger mit Ausnahme Karos nahm Hermine Speier dieses Angebot an. Curtius erhielt nur die ungedruckte Fassung ihres Beitrags. Selbst dieses Manuskript konnte die Verfasserin ihm nicht persönlich übergeben, da sie zu der privaten Feier nicht geladen war.
Kurz vor dem Besuch Adolf Hitlers in Rom 1938 wurde Speier als deutsche Jüdin in „Schutzhaft“ im berüchtigten Regina-Coeli-Gefängnis genommen. Ihr Verlobter, der italienische General, Luftschiffpionier und Arktisforscher Umberto Nobile, konnte sie nach einer Nacht befreien. 1938 traten auch die italienischen Rassengesetze (leggi razziali) in Kraft. Bartolomeo Nogara konnte dennoch durchsetzen, dass Speier in Italien bleiben konnte. Hermine Speier trat im Mai 1939 zum katholischen Glauben über, was sie nicht vor Verfolgung schützte, mindestens noch ein weiteres Mal wurde sie verhaftet. Die Konversion war nicht wie bei vielen anderen Juden eine Schutzmaßnahme, wie die bei der Tauffeier anwesenden Curtius und Crous angaben. Ihre Vorgesetzten im Vatikan empfahlen ihr 1940, mit einem von Papst Pius XII. ausverhandelten Kontingent für 3000 getaufte deutsche Juden nach Brasilien auszuwandern. Sie nahm das Angebot nicht an, weil sie von dem inzwischen in die USA emigrierten Nobile, zu dem sie sich via Brasilien flüchten wollte, nicht die gewünschte Unterstützung erhielt. Der Übertritt zum katholischen Glauben, den sie aus freien Stücken vollzogen hatte, führte zu einem Zerwürfnis mit ihrem nach England geflüchteten Vater und den in die USA emigrierten Brüdern. Erst als sie in den späten 1960er Jahren in die USA reiste, kam es wieder zu einer Annäherung der Geschwister. Während der deutschen Besatzung Roms 1943/1944 versteckte sich Hermine Speier mit vatikanischer Hilfe in einem Nonnenkloster der Priscilla-Katakombe, da die Situation für Juden beziehungsweise Konvertiten lebensgefährlich geworden war. Von diesen wurde sie in deren Zweigstelle in Rieti versteckt. So entging sie der großen Judenrazzia vom 16. Oktober 1943, bei der unter Führung von Theodor Dannecker mehr als 1000 Juden, darunter der Kunsthändler Ludwig Pollak, nach Auschwitz deportiert und dort ermordet wurden. Am 8. Dezember 1943 trat sie der Erzbruderschaft der Schmerzhaften Mutter Gottes der Deutschen und Flamen beim Campo Santo Teutonico bei. Als man am 13. Dezember 1944 Curtius’ 70. Geburtstag feierte, hielt Speier zunächst in seiner Privatwohnung, dann im Schwedischen Institut von Rom berührende Reden. Nach dem Krieg versuchte sie Not leidenden früheren Kollegen in Deutschland zu helfen. Aus dem Briefwechsel mit Theodor Klauser, mit dem sie seit dessen Zeit am DAI Rom in den frühen 1930er Jahren befreundet war, geht hervor, dass sie selbst illoyalen Fachkollegen bereitwillig Persilscheine ausgestellt hatte. Selbst ihrer früheren Freundin Märit Scheler-Furtwängler konnte sie vergeben. Seit den 1950er Jahren stellte ihr alter Freund Robert Boehringer ihr eine seiner römischen Wohnungen unweit des Vatikans auf dem Gianicolo in der Salita di Sant’Onofrio zur Verfügung, zu der auch eine Terrasse mit einem idyllischen Blick über den Tiber, das Marsfeld und zur Engelsburg gehörte. Hier hielt sie einen von Filippo Magi geleiteten Dante-Lesezirkel ab, der gut besucht wurde und zu dem sie auch immer wieder deutsche und internationale Nachwuchswissenschaftler einlud. Dazu gehörten Paul Zanker, Paul Augustin Mayer und Engelbert Kirschbaum. Damit belebte sie in gewisser Weise die Tradition des römischen Salons wieder.
In den Vatikanischen Museen wurde Hermine Speier ab 1961 alleinverantwortlich für die Antikensammlung. Mit ihr begann die Tradition, dass immer ein Mitglied der Generaldirektion aus Deutschland stammt. Erst jetzt erhielt sie eine Festanstellung und nicht mehr nur gering dotierte Zeitverträge. 1967 wurden Francesco Roncalli und Georg Daltrop ihre Nachfolger. Speiers archäologischem Spürsinn sind mehrere bedeutende Funde zu verdanken. Im Magazin der Antikensammlung fand sie 1946 einen von Phidias geschaffenen Pferdekopf vom Westgiebel des Parthenon. Weitere Studien führten anhand der Verwitterungsspuren zur Erkenntnis, dass es sich um das zweite Pferd des Athena-Gespanns handelte. Sie entdeckte die beiden sogenannten antiken Aurai-Statuen, die seit der Erbauungszeit im 18. Jahrhundert als Außenbekrönung die Sala Rotonda verzierten. Ihre immense Denkmälerkenntnis führte dazu, dass das Deutsche Archäologische Institut sie Mitte der 1950er Jahre mit der Herausgabe der vierten Auflage von Wolfgang Helbigs Führer durch die öffentlichen Sammlungen klassischer Altertümer in Rom betraute. Sie erweiterte das Spektrum des Kunstführers zu den antiken Werken in Rom um verschiedene Kunstgruppen und bezog viele junge Wissenschaftler bei der Arbeit ein, so Bernard Andreae, Helga von Heintze, Klaus Parlasca, Erika Simon, Hans von Steuben, Dietrich Willers, Paul Zanker und andere. Sie übersetzte auch aus dem Italienischen ins Deutsche. Als kompetente Kennerin der Vatikanischen Museen führte sie dort auch prominente Besucher wie im Jahr 1956 den ehemaligen US-Präsidenten Harry S. Truman.

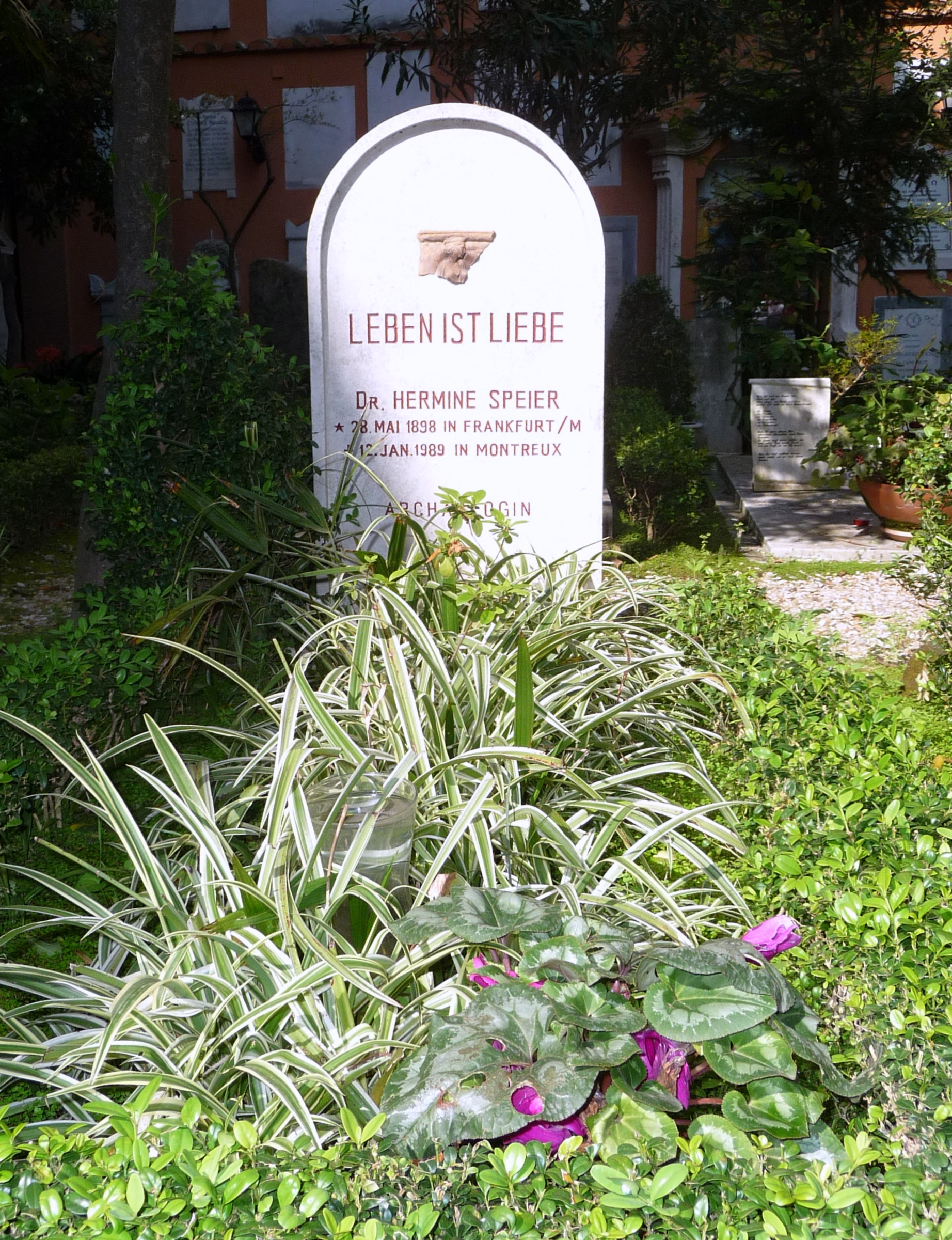
Grab von Hermine Speier auf dem Campo Santo Teutonico

Speier war trotz mehrerer Verlöbnisse nie verheiratet. Ihren Grabstein auf dem Campo Santo Teutonico im Vatikan ziert der Abguss eines tarentinischen Tonreliefs, das sie schon 1937 in der Festschrift Corolla Ludwig Curtius veröffentlichen wollte, aber bekanntlich als Jüdin nicht durfte. Erst 1955 konnte sie das Stück aus ihrem Privatbesitz publizieren. Ihren Grabstein in unmittelbarer Nähe des Grabes von Ludwig Curtius ziert zudem die Inschrift „Leben ist Liebe“.
Speier war ordentliches Mitglied des Deutschen Archäologischen Instituts und der Pontificia Accademia Romana di Archeologia. 1973 wurde ihr das Große Bundesverdienstkreuz verliehen, vom Vatikan erhielt sie die Auszeichnung Pro Ecclesia et Pontifice.

## Publikationen (Auswahl)
- Zweifigurengruppen im fünften und vierten Jahrhundert vor Christus. In: Mitteilungen des Deutschen Archäologischen Instituts. Römische Abteilung 47, 1932, S. 1–94 mit 31 Tafeln. (überarbeitete Druckfassung der Dissertation Heidelberg 1925)
- Fragmente eines Pferdekopfes aus dem Westgiebel des Parthenon. Ein Fund aus den Magazinen des Vatikanischen Museums in Rom. In: Reinhard Herbig (Hrsg.): Vermächtnis der Antiken Kunst. Gastvorträge zur Jahrhundertfeier der Archäologischen Sammlungen der Universität Heidelberg. Heidelberg 1950, S. 103–116.
- Die neuen Ausgrabungen unter der Peterskirche in Rom. In: Reinhard Herbig (Hrsg.): Vermächtnis der Antiken Kunst. Gastvorträge zur Jahrhundertfeier der Archäologischen Sammlungen der Universität Heidelberg. Heidelberg 1950, S. 199–218.
- Die Iliupersisschale aus der Werkstatt des Euphronius. In: Reinhard Lullies (Hrsg.): Neue Beiträge zur klassischen Altertumswissenschaft. Festschrift zum 60. Geburtstag von Bernhard Schweitzer. Kohlhammer, Stuttgart 1954, S. 113–124.
- Ein griechisches Original aus den Vatikanischen Museen. In: Erich Boehringer, Wilhelm Hoffmann (Hrsg.): Robert Boehringer. Eine Freundesgabe. Mohr (Siebeck), Tübingen 1957, S. 606–623.
- Erinnerungen an Erich Boehringer in Rom. In: Robert Boehringer (Hrsg.): Erich Boehringer. Leben und Wirken. Helmut Küpper, Düsseldorf 1973, S. 11–13.
- Herausgeberin: Wolfgang Helbig: Führer durch die öffentlichen Sammlungen klassischer Altertümer in Rom, Bände 1–4, 4., völlig neu bearbeitete Auflage, Wasmuth, Tübingen 1963–1972.